# Церово (Софійська область)
Церо́во (болг. Церово) — село в Софійській області Болгарії. Входить до складу общини Своге.

## Населення
За даними перепису населення 2011 року у селі проживали 1608 осіб, з них 1577 осіб (99,9%) — болгари.
Розподіл населення за віком у 2011 році:
Динаміка населення: